# Wálter Pineda
Wálter Israel Pineda Vásquez (ur. 4 maja 2003 w San Miguel) – salwadorski piłkarz występujący na pozycji lewego obrońcy, od 2022 roku zawodnik Águili.